# دوايت نيلسون
دوايت نيلسون (بالإنجليزية: Dwight Nelson)‏ هو نقابي وسياسي جامايكي، ولد في 22 يوليو 1946 بكينغستون في جامايكا، وتوفي في 24 ديسمبر 2018. حزبياً، نشط في حزب العمال الجامايكي. وقد انتخب عضو مجلس نواب جامايكا.